# Bellefeuille (Saint-Jérôme)
Pour les articles homonymes, voir Bellefeuille.
Bellefeuille est une ancienne municipalité canadienne du Québec. Fondée en 1966, elle fait partie de la ville de Saint-Jérôme depuis le 1er janvier 2002.

## Histoire
Bellefeuille a été fusionnée à Saint-Jérôme le 1er janvier 2002 lors des réorganisations municipales québécoises. Les municipalités de Saint-Antoine et de Lafontaine ont aussi été fusionnées à Saint-Jérôme à cette occasion. Bellefeuille comptait 14 066 habitants au moment de la fusion.

## Appellation
Le nom de Bellefeuille fait référence à la famille Lefebvre de Bellefeuille, copropriétaire de la seigneurie de l'Augmentation-des-Mille-Îles. Avant la création de la municipalité en 1966, l'endroit était nommé Rivière-à-Gagnon. 